# Pašman (Zadar)
Pour les articles homonymes, voir Pašman.
Pašman est un village et une municipalité située sur l'île de Pašman, dans le comitat de Zadar, en Croatie. Au recensement de 2001, la municipalité comptait 2 004 habitants, dont 98,35 % de Croates et le village seul comptait 383 habitants.

## Localités
La municipalité de Pašman compte 7 localités :
- Banj
- Dobropoljana
- Kraj
- Mrljane
- Neviđane
- Pašman
- Ždrelac